# ایست (ملکه)
ایسِت (به انگلیسی: Iset) یا ایسیس ملکه‌ای در مصر باستان در دوران حکمرانی دودمان هجدهم مصر بود و ایمش از نام الهه ایزیس گرفته شده است. او همسر ثانویه یا معشوقهٔ تحوتموس دوم بود.

## زندگی‌نامه
ایسِت مادر تحوتموس سوم بود، که تنها پسر تحوتموس دوم به‌شمار می‌رفت. پسر او در تاریخ ۱۱ مارس ۱۴۲۵ پیش از میلاد درگذشت و نام ایسِت بر روی نوارهای مومیایی او و همچنین بر روی تندیسی که در معبد کرنک یافت شده، ذکر شده است.

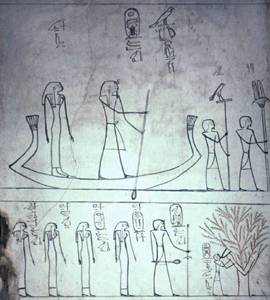
تحوتموس سوم و خانواده اش از مقبره خود کی‌وی۳۴. در کرجی: مریت‌رع-حتشپسوت، تحوتموس سوم و مادرش ایسِت.

اگرچه در این شواهد متأخر، از ایسِت با عنوان «همسر بزرگ سلطنتی» یاد شده، اما در دوران سلطنت تحوتموس دوم، همسر بزرگ سلطنتی در واقع حتشپسوت بود. تحوتموس دوم در سال ۱۴۷۹ پیش از میلاد درگذشت و پس از مرگ او، حتشپسوت به عنوان نایب‌السلطنه برای پادشاه جوان، تحوتموس سوم به قدرت رسید. تحوتموس سوم با گذشت زمان فرمانده ارتش‌های مصر شد.
حتشپسوت تا زمان مرگش در سال ۱۴۵۸ پیش از میلاد به عنوان فرعون حکومت کرد. پس از مرگ او، شریک سلطنتی‌اش تحوتموس سوم رسماً فرعون شد. در این زمان، ایسِت عنوان «مادر پادشاه» را دریافت کرد، چرا که پسرش به مقام فرعونی رسیده بود. ممکن است در همین دوره به او عنوان «همسر سلطنتی» نیز داده شده باشد، اگرچه مشخص نیست آیا پیش‌تر در زمان مشارکت پسرش در سلطنت این عنوان را داشته یا خیر.
در زمانی که تحوتموس سوم فرعون شد، نفرو رع، دختر حتشپسوت و تحوتموس دوم دارای عنوان «همسر خدا» بود. او در دوران سلطنت مادرش این نقش مذهبی را ایفا می‌کرد. ممکن است نفرو رع با تحوتموس سوم ازدواج کرده باشد، اما تنها مدرک احتمالی برای این ازدواج، سنگ‌نوشته‌ای است که ملکه سات‌یاح را نشان می‌دهد و احتمال می‌رود نام او به جای نام ملکه‌ای دیگر حک شده باشد. در نهایت، همسر بزرگ سلطنتی، مریت‌رع-حتشپسوت، مادر جانشین بعدی تحوتموس سوم شد.
تحوتموس سوم، مادرش ایسِت را چندین بار در مقبره‌اش در دره پادشاهان به تصویر کشیده است. در مقبره کی‌وی۳۴، پادشاه در کنار چند تن از اعضای زن خانواده‌اش روی یکی از ستون‌ها دیده می‌شود. در این صحنه، ملکه ایسِت به‌وضوح پشت سر پسرش بر روی کرجی نشان داده شده و با عنوان «مادر پادشاه، ایسِت» معرفی شده است. در تصویر پایین‌تر، تحوتموس سوم در حال نزدیک شدن به درختی که نمادی از مادرش ایسِت است دیده می‌شود. در پشت سر او، سه همسرش یعنی مریت‌رع-حتشپسوت، سات‌یاح، نبتو و دخترش نفرتاری به تصویر کشیده شده‌اند.
مشخص نیست که ایسِت همسر فرعی تحوتموس دوم بوده یا تنها یک معشوقهٔ همخوابه. او همچنین عنوان «همسر خدا» را دریافت کرد، اما احتمالاً این عنوان به شکل پس از مرگ به او داده شده است.